# Миховци при Велики Недељи
Миховци при Велики Недељи (словен. Mihovci pri Veliki Nedelji) су насељено место у општини Ормож, Подравска регија, Словенија.

## Историја
До територијалне реорганизације у Словенији били су у саставу старе општине Ормож.

## Становништво
У попису становништва из 2011. године, Миховци при Велики Недељи су имали 563 становника.
| Број становника према пописима | Број становника према пописима | Број становника према пописима |
| ------------------------------ | ------------------------------ | ------------------------------ |
| 1991                           | 2002                           | 2011                           |
| 522                            | 563                            | 563                            |

Напомена: До 1953. исказивано под именом Миховци.